# تیتوس کوئینکتیوس کاپیتولینوس
تیتوس کوئینکتیوس کاپیتولینوس بارباتوس (به لاتین: Titus Quinctius Capitolinus Barbatus) (۴۲۳ قبل از میلاد- ۵۱۳ قبل از میلاد) یک دولتمرد و سردار رومی بود که شش بار به مقام کنسول در جمهوری روم نصب شد. او یکی از افراد خاندان نجیب کوئینکتیا، از کهن‌ترین خاندان‌های روم، بود.
وی فرزند لوکیوس کوئینکتیوس و نوهٔ لوکیوس کوئینکتیوس بود. برادرش احتمالاً لوکیوس کوئینکتیوس کینکیناتوس بوده است که در ۴۶۰ ق.م. به کنسولی و در ۴۵۸ و ۴۳۹ ق.م. به دیکتاتوری رسید. پسرش، که هم‌نام وی بود، در ۴۲۱ ق.م. به کنسولی برگزیده شد و احتمالاً در ۴۰۵ ق.م. تریبون سربازان بوده است.
طبق آنچه از نوشته‌های تیتوس لیویوس در از پیدایش روم، برمی‌آید، او ۹۰ سال عمر کرد و تا ۴۲۳ ق.م. زنده بود.